# Munai
Munai est une localité de la province de Lanao du Nord, aux Philippines. En 2015, elle compte 32 973 habitants.